# Tröndelsee
Der Tröndelsee ist ein See im Stadtgebiet von Kiel, der zusammen mit seiner Umgebung 1983 als „Tröndelsee und Umgebung“ als erstes Gebiet der Stadt unter Naturschutz gestellt wurde.
Der See ist umgeben von Feuchtwiesen, Erlenbruch und einigen Weideflächen, die zur Landschaftspflege von Robustrindern beweidet werden.
Der natürliche Verlandungsprozess des Tröndelsees nahm im letzten Jahrhundert durch Nährstoffeinträge stark zu, da lange Zeit ungeklärte Abwässer eingeleitet wurden. Von der ursprünglichen Wasserfläche bestehen heute noch zwei Drittel, so dass der See inzwischen eine Größe von lediglich 6 ha aufweist.
Der See wurde 1460 als Trunthensee erstmals urkundlich erwähnt. Das Bestimmungswort des Namens leitet sich vom mittelniederdeutschen Adjektiv trint für „(kreis-, ei- oder scheibenförmig) rund“ ab.

## Ökologie
Der See ist Lebensraum vieler Wasservogelarten wie Wasserralle, Haubentaucher und Rothalstaucher sowie Reiher- und Krickente. Die angrenzenden Feuchtwiesen sind Standort vieler Kleinseggenarten und Orchideen.